# Antoine Wiehe
Antoine Wiehe (* 1992) ist ein französischer Mathematiker und Assistenzprofessor für Theoretische Informatik an der Technischen Universität Hamburg. 

## Werdegang
Wiehe studierte Computerscience an der Ecole Normale Supérieure Cachan. Anschließend promovierte er an der Technischen Universität Dresden zum Thema Constraint Satisfaction Problems. Seine Dissertation wurde mit dem EACSL Ackermann Award ausgezeichnet und in mehreren Fachzeitschriften veröffentlicht. 2020 erhielt er den Bernard Bolzano Preis. Er absolvierte Forschungsaufenthalte in Großbritannien und Tschechien. Seit März 2022 ist Wiehe Assistenzprofessor an der Technischen Universität Hamburg.

## Publikationen
- Antoine Mottet, Michael Pinsker, "Smooth Approximations: an Algebraic Approach to CSPs over finitely bounded homogeneous structures". Journal of the ACM. 2024. https://arxiv.org/abs/2011.03978
- Pierre Gillibert, Julius Jonuˇsas, Michael Kompatscher, Antoine Mottet, and Michael Pinsker, “When Symmetries are not Enough: a Hierarchy of Hard Constraint Satisfaction Problems”, SIAM Journal on Computing (2022) https://arxiv.org/abs/2102.07531
- Manuel Bodirsky, Florent Madelaine, and Antoine Mottet. “A proof of the algebraic tractability conjecture for Monotone Monadic SNP”, SIAM Journal on Computing (2021) https://arxiv.org/pdf/1802.03255
- Manuel Bodirsky, Antoine Mottet, Mirek Olˇs´ak, Jakub Oprˇsal, Michael Pinsker, and Ross Willard. “ω-categorical structures avoiding height 1 identities”.Transactions of the American Mathematical Society (2021) https://arxiv.org/abs/2006.12254
- Antoine Mottet and Michael Pinsker. “Cores over Ramsey Structures”. Journal of Symbolic Logic (2021), https://arxiv.org/pdf/2004.05936
- Franz Baader, Pavlos Marantidis, Antoine Mottet, and Alexander Okhotin. “Extensions of Unification modulo ACUI”. Mathematical Structures in Computer Science (2020) https://www.cambridge.org/core/journals/mathematical-structures-in-computer-science/article/extensions-of-unification-modulo-acui/1574CD7CF3879B14D0DE7EE3037218C4
- Antoine Mottet and Karin Quaas. “The Containment Problem for Unambiguous Register Automata and Unambiguous Timed Automata”. In: Theory of Computing Systems (2020)
- Manuel Bodirsky, Barnaby Martin, and Antoine Mottet. “Discrete Temporal Constraint Satisfaction Problems”. In: Journal of the ACM 65 (2018) https://arxiv.org/abs/1503.08572